# Peñalara
Peñalara je s nadmořskou výškou 2428 m
nejvyšší hora pohoří Sierra de Guadarrama. Leží v centrální části Španělska, v provincii Madrid.
Pico de Peñalara leží přibližně ve střední části Sierry de Guadarrama, okolo 50 kilometrů severozápadně od Madridu.